# میامی بلوز
میامی بلوز (به انگلیسی: Miami Blues) فیلمی محصول سال ۱۹۹۰ و به کارگردانی جرج آرمیتاژ است. در این فیلم بازیگرانی همچون فرد وارد، الک بالدوین، جنیفر جیسن لی، چارلز نپیر، نورا دان، اوبا باباتونده و پال گلیسون ایفای نقش کرده‌اند.